# Herbert Baldus
Herbert Baldus, född 14 mars 1899 i Wiesbaden, död 24 oktober 1970, var en tyskfödd brasiliansk antropolog. Vid elva års ålder blev Baldus antagen till den preussiska kåren av kadetter och deltog i första världskriget. Han försökte senare att hantera sina krigsupplevelser genom sina litterära verk. 
År 1920 kom Baldus till Sydamerika. Efter en kort tid i Argentina flyttade han till Sao Paolo och arbetade som språklärare. 1923 genomförde Baldus sin första expedition, en cinematografisk resa till Gran Chaco där han hade sin första kontakt med ursprungsbefolkningen. Genom denna erfarenhet utvecklade Baldus ett växande intresse för antropologi och gjorde därefter ytterligare forskningsresor.
År 1928 Baldus återvände till Tyskland och tog upp sina studier av antropologi och amerikaniststudier i Berlin. Richard Thurnwald, Konrad Theodor Preuss och Walter Lehmann fanns bland hans lärare. Dessutom var Baldus intresserad av filosofi och spansk litteratur. Han fick sin Ph D 1932 genom en avhandling om samukospråket.
Vid nazistregimens maktövertagande 1933 återvände Baldus till Sydamerika där han bedrev fältarbete i södra och centrala Brasilien bland kaingang, guayaki, terena och tapirapé. Han vistades mellan floderna Xingu och Araguaia, Brasilien, juni-augusti 1935. Direkt efter expeditionen kontaktade han Göteborgs etnografiska museum vilket resulterade i att han sålde en samling föremål till det svenska museet. År 1939 utnämndes han till professor i brasiliansk etnologi vid Escola de Sociologia e Politica (Högskolan för sociologi och politik) i Sao Paulo. Förutom att föreläsa genomförde han forskningsresor under de följande åren, bland annat i Brasilien men också i andra centralamerikanska länder.
Baldus blev medborgare i Brasilien 1941. Fem år senare tog han också upp en position på Museu Paulista i Sao Paolo, där han var ordförande från 1953 till 1960. Där etablerade han en ny publikationsserie. Baldus inte bara co - redigerade tidskrifter "Sociologa" och "Sociologus", utan också gjorde stora bidrag till ”Bibliograjia Critica da Etnologia Brasileira”.
Herbert Baldus dog i Sao Paolo 1970.